# Friends (singolo The Beach Boys)
Friends è un brano musicale composto da Brian Wilson, Carl Wilson, Dennis Wilson e Al Jardine per il gruppo musicale statunitense The Beach Boys, e contenuto nel loro omonimo album del 1968. La canzone venne pubblicata anche su singolo (B-side: Little Bird), e raggiunse la posizione in classifica numero 47 negli Stati Uniti e la numero 25 in Gran Bretagna.

## Il brano
Interpretato su disco da Carl Wilson; il brano può definirsi una sorta di valzer in tempo dispari. A proposito della canzone Brian asserì: «Friends era, secondo me, un buon tentativo di mantenere in vita il valzer». Lo storico dei Beach Boys Peter Reum affermò che la canzone veniva utilizzata nel corso delle lezioni al Berklee College of Music per insegnare agli studenti come comporre in tempo 3/4.
Pubblicato come singolo non riuscì ad entrare nella top 40 statunitense fermandosi alla posizione numero 47 in classifica. Il testo del brano, un inno all'amicizia, che contiene la frase: «We've been friends for so many years, through the good times and bad» ("Siamo rimasti amici per così tanti anni, nella buona e nella cattiva sorte") è stato interpretato come una richiesta di compattezza dei ranghi fatta da Wilson ai propri compagni di gruppo dopo i momenti difficili passati dalla band a causa del fallimento del progetto SMiLE l'anno prima.
A 2:01 nel corso della canzone è udibile uno starnuto.
Una versione a cappella del brano è stata pubblicata per beneficenza su singolo in tiratura limitata nell'aprile 2011 in favore delle vittime dello tsunami che ha colpito il Giappone.

## Tracce singolo
Capitol 2160
1. Friends (Brian Wilson, Dennis Wilson, Carl Wilson, Al Jardine) - 2:31
2. Little Bird (Dennis Wilson, Steve Kalinich) - 1:57